# The Ivy League
The Ivy League was een Engelse closeharmonygroep die in 1964 gevormd werd door John Carter (John Nicholas Shakespeare),  Ken Lewis (Kenneth Alan James Hawker) en Perry Ford (Brian Joseph Pugh). In wisselende bezettingen bleef de groep bestaan tot 2017.

## Voorgeschiedenis
John Shakespeare en Ken Hawker kenden elkaar van de middelbare school in Birmingham.  In 1959 begonnen zij samen muziek te schrijven. Daarbij probeerden ze verschillende stijlen uit, van Elvis Presley tot Buddy Holly. Zij besloten hun geluk in Londen te wagen en kwamen in Denmark Street, Londens Tin Pan Alley in contact met Terry Kennedy, werkzaam bij de uitgeverij Noel Gay Music. Kennedy bood de jongens een contract aan en verzon de pseudoniemen Carter en Lewis voor hen. Als hun manager regelde Terry Kennedy ook een auditie voor het duo bij de BBC. Nadat ze die met succes hadden afgesloten, trad het tweetal herhaaldelijk op voor de BBC-microfoon. Aanvankelijk deden ze hun optredens alleen samen, maar na verloop van tijd met een begeleidingsgroep. Zo ontstond de formatie Carter-Lewis and The Southerners. The Southerners kenden oorspronkelijk geen vaste bezetting, zodat regelmatig andere sessiemuzikanten meespeelden. Jimmy Page,  die later bekend zou worden als lid van the Yardbirds  en Led Zeppelin maakte deel uit van de groep toen die meer vaste vormen aan had genomen. Ook Big Jim Sullivan, Clem Cattini en Viv Prince speelden in The Southerners.
De groep kreeg in 1961 een platencontract en maakte tot 1964 zeven singles, waaronder het door Carter en Lewis geschreven Sweet and tender romance.
Perry Ford was in die periode actief als sessiemuzikant. De uit Lincoln afkomstige Ford speelde al halverwege de jaren vijftig piano bij Colin Hicks and the Cabin Boys en later in de begeleidingsgroep van Vince Taylor. Ford trad ook op als zanger en maakte vanaf 1959 ook drie singles, die geen van alle succes hadden. Dat had hij wel als songwriter. Het nummer Caroline van The Fortunes werd mede door hem geschreven. In het Londen van begin jaren zestig kenden veel sessiemuzikanten elkaar en zo kwam Ford in contact met Carter en Lewis.

## Succes
Medio 1964 gingen Carter-Lewis and The Southerners uiteen. Carter en Lewis wilden meer tijd besteden aan het schrijven van muziek en daarnaast vocaal sessiewerk doen. Hoewel hun stemmen goed combineerden, leken er meer kansen voor een trio van achtergrondzangers dan voor een duo. In juli van dat jaar benaderden zij Ford. Het drietal specialiseerde zich in falsetzang, zoals in diezelfde periode The Beach Boys en The Four Seasons. Daar was een markt voor en onder de naam The Ivy League deden de drie mee aan diverse plaatopnamen van andere artiesten. De bekendste daarvan zijn Always Something There to Remind Me (Sandie Shaw), Tom Jones’ It's Not Unusual en I Can't Explain van The Who.
Hoewel Carter en Lewis zich meer wilden concentreren op het schrijven van nummers, besloten zij toch ook zelf een plaat op te nemen. The Ivy League kreeg een contract bij Piccadilly Records. De eerste single,  What More Do You Want, uitgebracht in oktober 1964, deed weinig, waarna met name Carter en Lewis zich weer op het schrijven toelegden. In die periode ontstond onder meer Can’t you hear my heartbeat, geschreven voor de meidengroep Goldie & the Gingerbreads. Het nummer werd in de Verenigde Staten een enorme hit voor Herman's Hermits.
Funny how love can be was bedoeld voor The Rockin' Berries,die het ook inderdaad opnamen. The Ivy League zong het ook zelf als demo in en hadden er vervolgens een hit mee, die ook buiten het Verenigd Koninkrijk goed verkocht. De opvolger ‘’That’s why I’m crying’’ was weer minder succesvol, maar het in juni 1965 uitgebrachte "Tossing and Turning" haalde zelfs de derde plaats.

## Zonder Carter en Lewis
Carter en Lewis waren juist met Carter-Lewis and the Southerners gestopt om meer tijd voor het schrijven te hebben. John Carter was de eerste voor wie het optreden met the Ivy League te veel werd. Eind 1965, begin 1966 verliet hij de groep. Hij zou nog wel de single My world fell down voor de groep schrijven, samen met Geoff Stephens. Later werd dit nummer gecoverd de Sagittarius en de Nederlandse groep The Buffoons. Carters plaats in The Ivy league werd ingenomen door Tony Burrows uit The Kestrels.
Uiteindelijk verliet medio 1966 ook Ken Lewis de groep. Hij werd vervangen door Neil Landon. Samen met Carter richtte Lewis zich weer het schrijven van songs. Een van de eerste resultaten was het door de flowerpower geïnspireerde Let's Go to San Francisco. Carter en Lewis zongen het ook in de studio, samen met onder meer Neil Landon en Tony Burrows. Zij brachten het nummer uit onder de naam The Flower Pot Men.  
Het werd een enorme hit voor een groep die feitelijk niet bestond. Carter en Lewis hadden geen zin om weer op tournee te gaan. Neil Landon en Tony Burrows verlieten the Ivy League om als kern van de nieuwe groep verder te gaan.
Robert Young en Mike Curtis voegden zich nu bij Perry Ford, die de naam The Ivy League bleef gebruiken. Grote successen kende het trio niet meer. Young en Curtis bleven maar kort, ook John Shipp, die zich Bob Carter  liet noemen, hield het maar kort vol. Langer bleven Robert Macleod en David Buckley.
Hoewel de groep nog regelmatig optrad, bleef het succes uit. Ford hield het midden jaren zeventig voor gezien. Buckley en de na het vertrek van Ford toegetreden Jon Brennan hielden de naam en de sound levend. Anders dan vroeger bespeelden de drie leden ook zelf de instrumenten:  Brennan op basgitaar, Buckley op drums en Les Litwinenko-Jones op leadgitaar. Vanaf 1990 werd de plaats van Litwinenko-Jones ingenomen door Michael Brice.
Deze versie van de Ivy League zou de meest bestendige zijn en hield het meer dan een kwart eeuw vol. De groep trad regelmatig op met andere bands uit de jaren zestig. Op 9 juli 2017 hielden Brennan, Brice en Buckley hun laatste concert in Parkfield. Na nog één keer Funny how love can be ging de laatste incarnatie van The Ivy League met pensioen.

## Na the Ivy League
Perry Ford stopte midden jaren zeventig en verliet daarna de muziekindustrie. Hij keerde terug naar zijn geboortestad en deed daar nog wel mee aan jamsessies. Hij overleed in 1999 op 65-jarige leeftijd. 
Ken Lewis bleef na het succes van The Flower Pot Men tot 1971 actief in de muziek. Daarna ging hij reizen en uiteindelijk leed hij lange tijd aan depressies. Hij overleed in 2015 aan de gevolgen van diabetes in een verpleegtehuis in Staffordshire in Engeland. 
Alleen John Carter bleef na zijn periode bij The Ivy League en het project met the Flower Pot Men altijd muziek maken en schrijven.
In 2015 vormde hij het duo Hamzter, samen met de Braziliaanse zanger Salomao de Paula Hamzem. Met Hamzter bracht hij een aantal albums uit,  waaronderTime will tell uit 2018. Hierop staan onder meer een nieuwe versie van Let's go to San Francisco en het aan de nagedachtenis van Ken Lewis opgedragen Words will never do.

## NPO Radio 2 Top 2000
| Nummer met noteringen in de NPO Radio 2 Top 2000 | '99  | '00  |
| ------------------------------------------------ | ---- | ---- |
| Tossing and turning                              | 1504 | 1868 |

1. ↑  Een vetgedrukt getal geeft de hoogste notering aan.
2. ↑  Deze tabel is bijgewerkt tot en met de laatste editie (2024).